# Bartoszyce (stad)
Bartoszyce (Duits: Bartenstein) is een stad in het Poolse woiwodschap Ermland-Mazurië, gelegen in de powiat Bartoszycki. De oppervlakte bedraagt 11 km², het inwonertal 24.196 (2015).

## Naam
De Duitstalige plaatsnaam gaat mogelijk terug op het Pruisische woord „bar of bart“ in de betekenis van een (snelle) rivierstroom. Het woord stein is in dat geval ontleend aan de stenen burcht. Er is echter ook nog een andere naamsverklaring. In de begintijd van de Duitse Orde rekruteerde deze voornamelijk uit de lagere adel. Het bood later geboren zonen de kans om carrière te maken en hun geslachten waaruit ze stamden aanzien te geven. Heinrich von Hohenlohe was rond 1200 tot 1249 Oppermeester van de Duitse Orde. In Bartenstein (Schrozberg), invloedsgebied van de familie Von Hohenlohe, zijn van 1234 tot circa 1350 de ridders Von Bartenstein in akten aanwezig. De nakomelingen konden in de nabijgelegen Duitse Orde in Bad Mergentheim opgenomen worden en medio 13e eeuw in Oost-Pruisen ingezet worden. Mogelijk heeft een van die nakomelingen toen de Burcht Bartenstein gesticht en zijn naam daaraan gegeven. De ridders Von Bartenstein hadden in hun familiewapen drie werpbijlen staan.

## Geschiedenis
Aan de grens met het Pruisische district Natangen nam de Duitse Orde omstreeks 1240 alle houten burchten in. Op de burcht aan de ertegenover liggende oever heeft zich begin 14e eeuw een nederzetting ontwikkeld, die in 1326 voor het eerst genoemd wordt en in 1332 door de Oppermeester Luther von Braunschweig onder de naam Bartenstein stadsrecht verkreeg. De stadscommandant Henning Schindekopf beval in 1353 de aanleg van een weermuur rond de stad. Toen de Duits Orde na diens oorlog met Polen in financiële problemen kwam, verpandde de Orde in 1513 het Ambt Bartenstein aan de Ordensridder Heinrich Reuß von Plauen.
In Bartenstein wordt al in 1377 een school vermeld; later beschikte de stad over een Hogere Burgerschool, waarvan het schoolreglement van 1621 tot de oudste schoolreglementen van de regio hoort.
Het Bartensteiner Verdrag werd gedurende de vierde coalitie-oorlog op 26 april 1807 tussen Pruisen en Rusland tegen Napoleon gesloten. Ten gevolge van de in 1815 in gang gezette Pruisische bestuurshervorming werd Bartenstein in de regio Friedland ingedeeld, die later tot de landsregio Bartenstein hernoemd werd. In 1868 werd de Oost-Pruisische Zuidspoorbaan door de stad geleid en daarmee de voorwaarde geschapen voor de vestiging van talrijke industrieën. Er kwam een ijzergieterij en een machine- en wagenbouwerfabriek. Bovendien ontwikkelde zich een belangrijke eikenhouthandel. Bartenstein werd garnizoensstad en zetel voor het gerecht. In 1880 woonden 7.132 personen in de stad. Begin 20e eeuw had Bartenstein twee Evangelische kerken, een Rooms-Katholieke kerk, een Baptistenkapel, een Synagoge, een Gymnasium en een rechtbank. Nadat Bartenstein zich tot een grote stad in de regio had ontwikkeld, werd de stad in 1902 regiostad en kreeg in 1927 de regio dezelfde naam. 
In de Eerste Wereldoorlog bevond zich hier het Hoofdkwartier van generaal-veldmaarschalk Paul von Hindenburg.
In januari 1945 werd Bartenstein door de troepen van de Sovjet-Unie ingenomen en daarbij werd 60 % van de stad vernietigd. Echter belangrijke gedeelten bleven gelukkig gespaard, zoals de grote Markt. In de zomer van 1945 werd Bartenstein door de Sovjet-Unie tezamen met de zuidelijke helft van van Oost-Pruisen, volgens de overeenkomst van Potsdam, onder Pools beheer geplaatst. Voor zover de inwoners niet gevlucht waren, werden ze daarna grotendeels uit Bartenstein verdreven.